# Belén (Lempira)

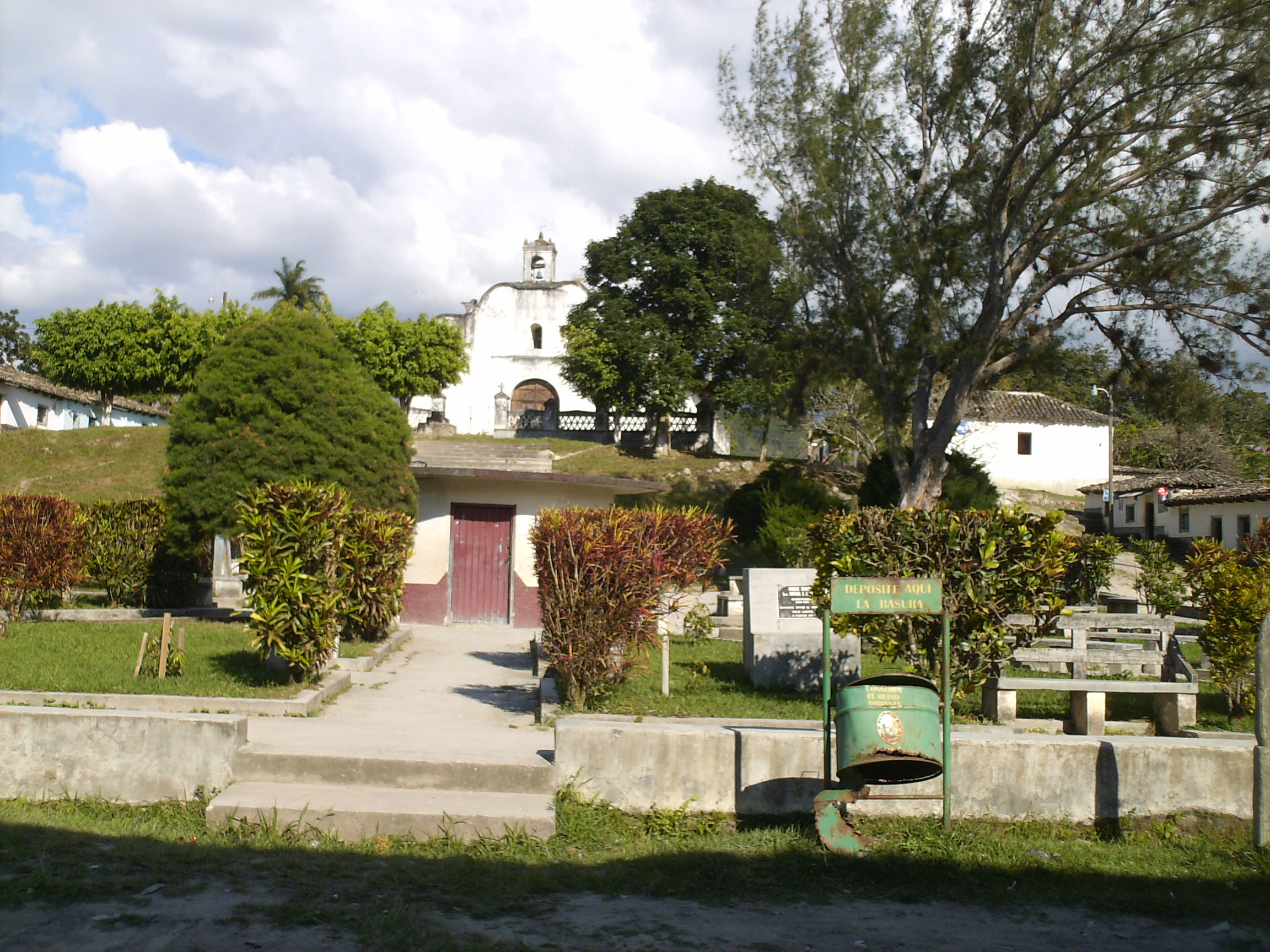
Igreja e parque de Belén

Belén é uma municipalidade hondurenha do departamento de Lempira. Segundo dados de 2001, possui população de 4 444 habitantes.